# Cyclaspis nalbanti
Cyclaspis nalbanti är en kräftdjursart som beskrevs av Petrescu 1998. Cyclaspis nalbanti ingår i släktet Cyclaspis och familjen Bodotriidae. Inga underarter finns listade i Catalogue of Life.